# Klusteich (Mielenhausen)

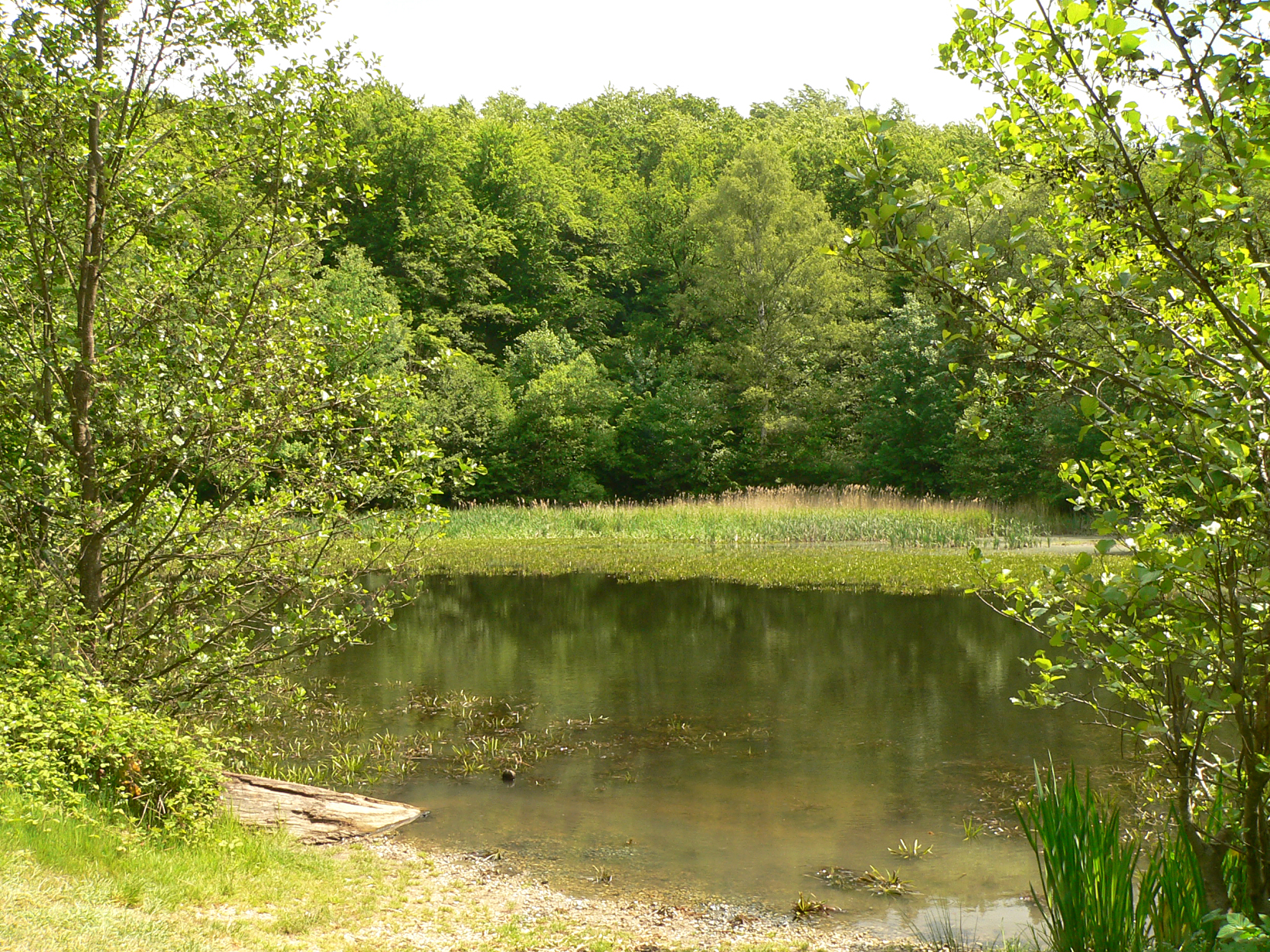
Klusteich

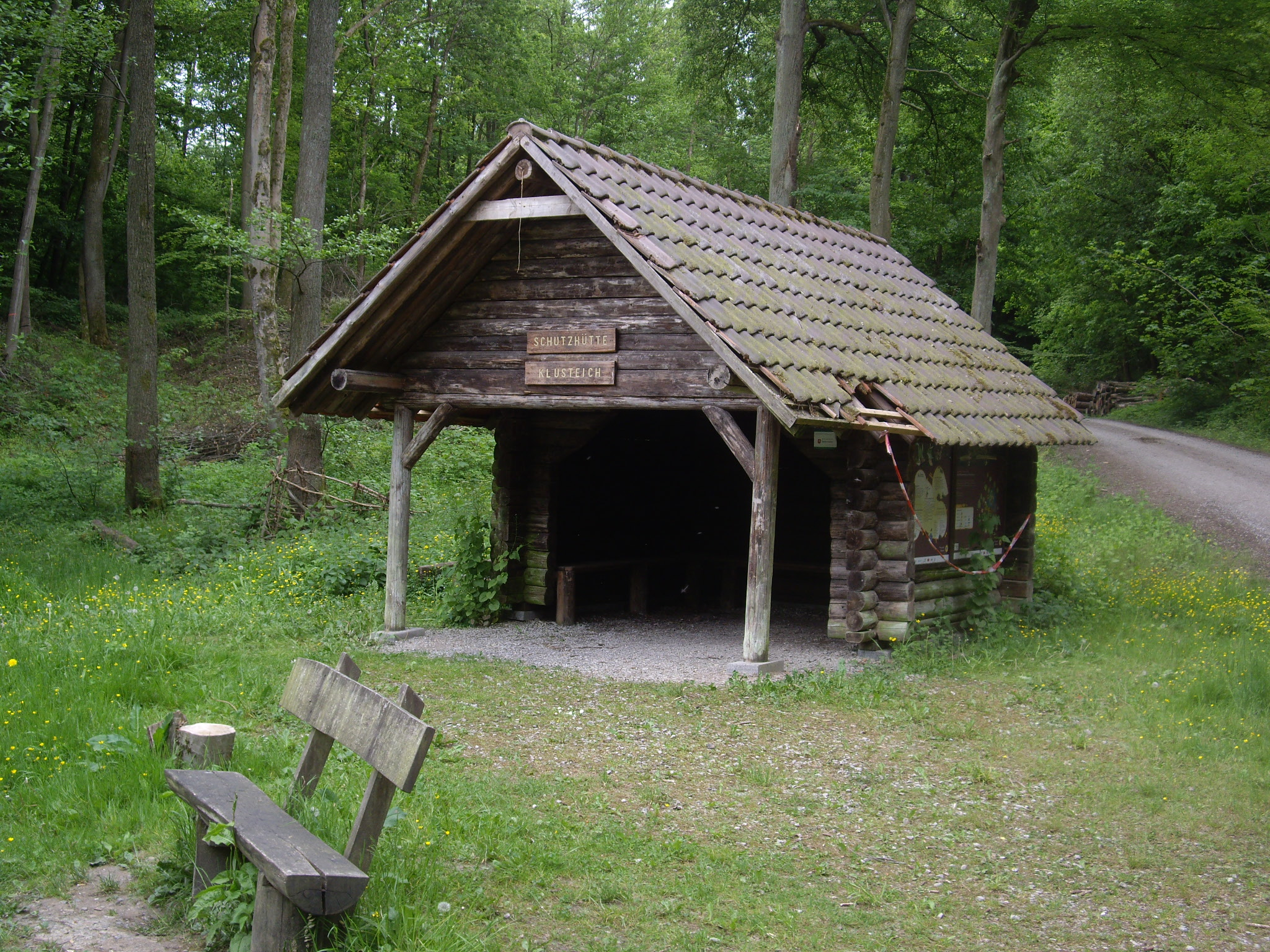
Schutzhütte am Teich

Der Klusteich ist ein Teich auf dem Blümer Berg bei Hann. Münden in Niedersachsen. Er hat eine Größe von fast einem Hektar.
Der Teich liegt etwa 1 km südlich des Hann. Mündener Ortsteils Mielenhausen auf dem Gebiet der Gemeinde Scheden. Gespeist wird er von einem Bach, der östlich des Düsteren Kellerbrunnens auf dem Blümer Berg entspringt. Der Teichabfluss führt über einen Bach in die etwa 350 Meter entfernte Schede. Am Teich steht eine Schutzhütte. Dort befindet sich eine Naturerlebnisstation zur Naturerkundung zu den Themen Wald und Wasser.
Etwa 50 Meter südlich des Teichs führte die um 1980 stillgelegte Dransfelder Rampe als Abschnitt der Hannöverschen Südbahn vorbei.